# Rajd Wielkiej Brytanii 2005

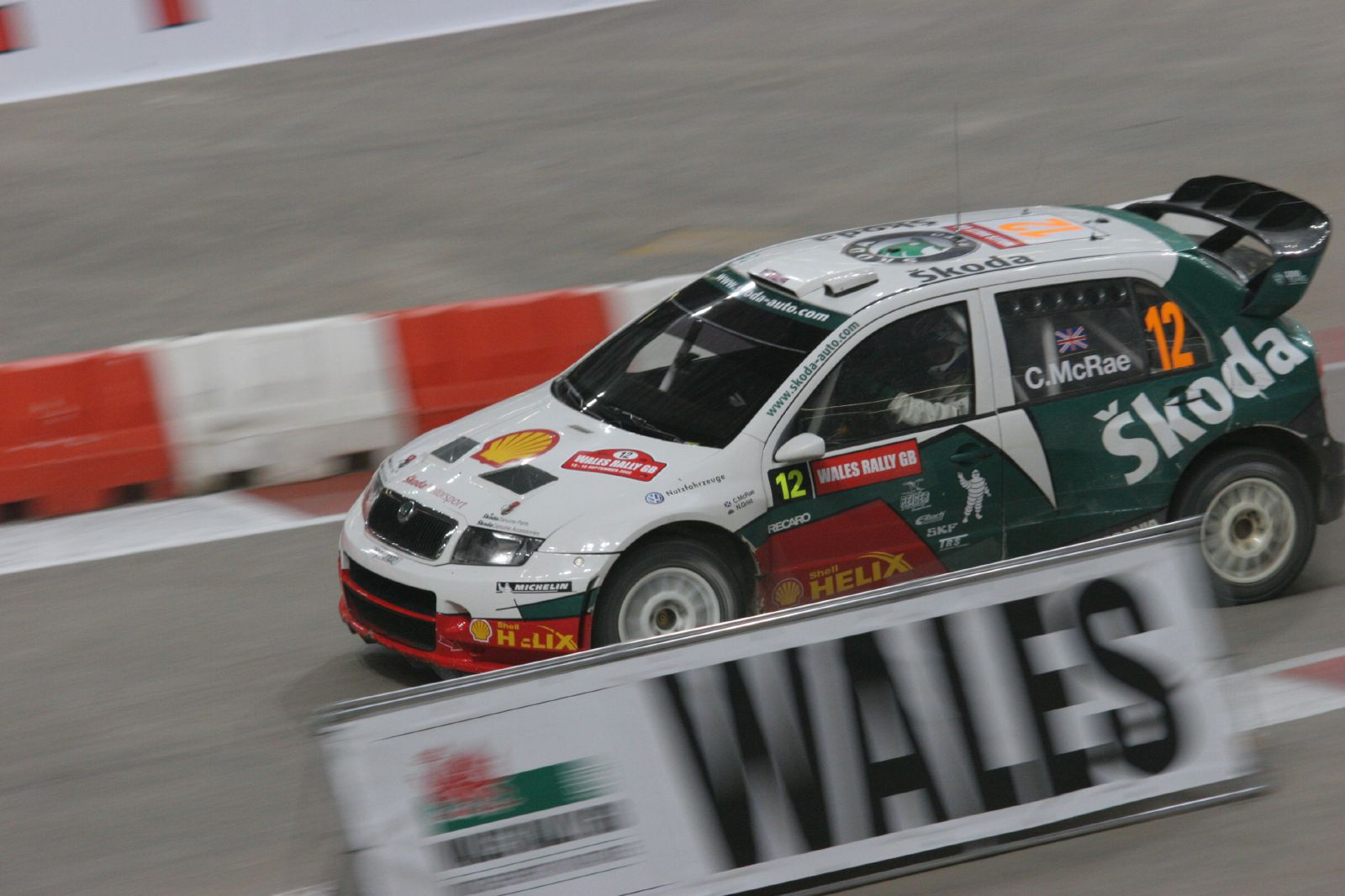
Colin McRae podczas rajdu

Rezultaty Rajdu Wielkiej Brytanii w 2005 roku, który odbył się w dniach 16–18 września:

## Klasyfikacja ostateczna
| lp. | zawodnik        | pilot             | samochód                 | czas               | różnica | grupa | pkt. |
| --- | --------------- | ----------------- | ------------------------ | ------------------ | ------- | ----- | ---- |
| 1   | Petter Solberg  | Phil Mills        | Subaru Impreza WRC       | 2:45.57,8          | 0.0     | A8 M  | 10   |
| 2.  | François Duval  | Sven Smeets       | Citroën Xsara WRC        | 2:47.15,2          | +1.17,4 | A8 M  | 8    |
| 3.  | Sébastien Loeb  | Daniel Elena      | Citroën Xsara WRC        | 2:47.15,7 00:02:10 | +1.17,9 | A8 M  | 6    |
| 4.  | Harri Rovanperä | Risto Pietiläinen | Mitsubishi Lancer WRC    | 2:47.27,2          | +1.29,4 | A8 M  | 5    |
| 5.  | Manfred Stohl   | Ilka Minor        | Citroën Xsara WRC        | 2:48.32,8          | +2.35,0 | A8    | 4    |
| 6.  | Roman Kresta    | Jan Tománek       | Ford Focus WRC           | 2:49.15,1          | +3.17,3 | A8 M  | 3    |
| 7.  | Colin McRae     | Nicky Grist       | Škoda Fabia WRC          | 2:49.28,2          | +3.30,4 | A8 M  | 2    |
| 8.  | Mark Higgins    | Bryan Thomas      | Ford Focus WRC           | 2:49.38,7          | +3.40,9 | A8    | 1    |
| 9.  | Kris Meeke      | Glenn Patterson   | Subaru Impreza WRC       | 2:49.39,9          | +3.42,1 | A8    |      |
| 10. | Henning Solberg | Cato Menkerud     | Ford Focus WRC           | 2:50.18,3          | +4.20,5 | A8    |      |
|     |                 |                   |                          |                    |         |       |      |
| 13. | Armin Schwarz   | Klaus Wicha       | Škoda Fabia WRC          | 2:55:11.2          | +3:44.6 | A8 M  |      |
| 14. | Gianluigi Galli | Guido D’Amore     | Mitsubishi Lancer WRC 05 | 2:55:38.7          | +9:40.9 | A8 M  |      |

1. ↑  Litera M przy oznaczeniu grupy do której należy samochód oznacza, iż tylko ci kierowcy zdobywali punkty dla swoich zespołów liczonych w klasyfikacji producentów na koniec sezonu.

## Zwycięzcy odcinków specjalnych
| Numer | Nazwa       | Zwycięzca                     |
| ----- | ----------- | ----------------------------- |
| OS1   | Brechfa 1   | M. GRÖNHOLM / T. RAUTIAINEN   |
| OS2   | Trawscoed 1 | H. ROVANPERÄ / R. PIETILÄINEN |
| OS3   | Rheola 1    | S. LOEB / D. ELENA            |
| OS4   | Brechfa 2   | S. LOEB / D. ELENA            |
| OS5   | Trawscoed 2 | M. GRÖNHOLM / T. RAUTIAINEN   |
| OS6   | Rheola 2    | M. GRÖNHOLM / T. RAUTIAINEN   |
| OS7   | Crychan 1   | S. LOEB / D. ELENA            |
| OS8   | Epynt 1     | S. LOEB / D. ELENA            |
| OS9   | Halfway 1   | S. LOEB / D. ELENA            |
| OS10  | Crychan 2   | S. LOEB / D. ELENA            |
| OS11  | Epynt 2     | S. LOEB / D. ELENA            |
| OS12  | Halfway 2   | S. LOEB / D. ELENA            |
| OS13  | Cardiff     | M. HIGGINS / B. THOMAS        |
| OS14  | Resolfen 1  | M. GRÖNHOLM / T. RAUTIAINEN   |
| OS15  | Margam 1    | S. LOEB / D. ELENA            |
| OS16  | Resolfen 2  | ODWOŁANY                      |
| OS17  | Margam 2    | ODWOŁANY                      |

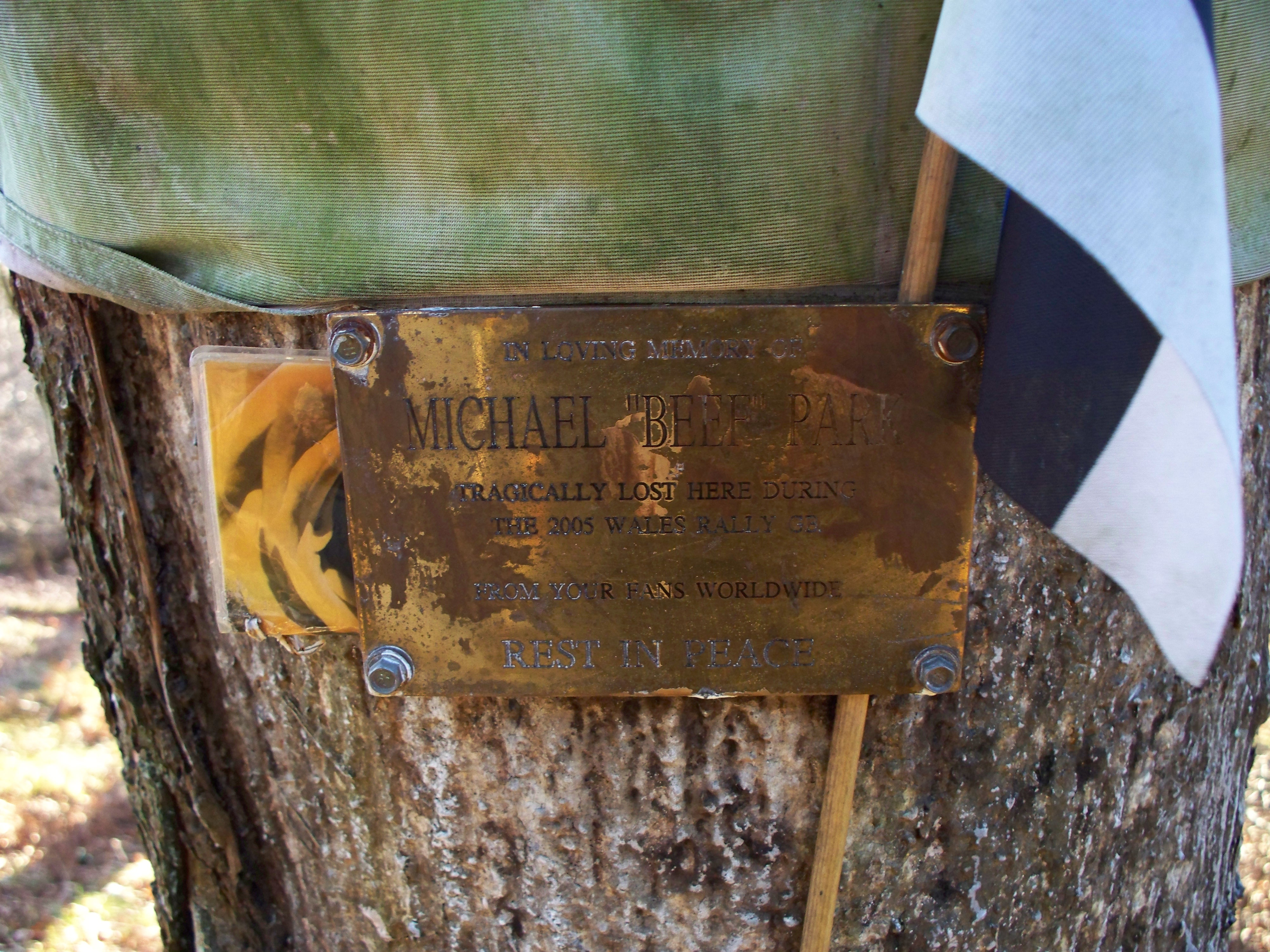
Tabliczka w Bryn, upamiętniająca tragiczną śmierć brytyjskiego pilota rajdowego Michaela Parka

Rajd został przerwany z powodu tragicznego wypadku na trasie. W zderzeniu z drzewem zginął pilot estońskiego kierowcy Markko Märtina, Brytyjczyk Michael Park.

## Klasyfikacja po 12 rundach
Tabele przedstawiają tylko pięć pierwszych miejsc.

### Kierowcy
| Lp. | Kierowca          | Pkt |
| --- | ----------------- | --- |
| 1   | Sébastien Loeb    | 99  |
| 2   | Petter Solberg    | 65  |
| 3   | Marcus Grönholm   | 61  |
| 4   | Markko Märtin     | 53  |
| 5   | Toni Gardemeister | 47  |

### Producenci
| Lp. | Producent                | Pkt |
| --- | ------------------------ | --- |
| 1   | Citroën Total            | 137 |
| 2   | Malboro Peugeot Total    | 117 |
| 3   | BP Ford World Rally Team | 76  |
| 4   | Subaru World Rally Team  | 72  |
| 5   | Mitsubishi Motors        | 54  |